# کلاینبارتلوف
کلاینبارتلوف (به آلمانی: Kleinbartloff) یک شهر در آلمان است که در آیشسفلد واقع شده‌است. کلاینبارتلوف ۴۷۷ نفر جمعیت دارد.